# Mantova Calcio 1994 1995-1996
Questa paina raccoglie le informazioni riguardanti il Mantova Calcio 1994 nelle competizioni ufficiali della stagione 1995-1996.

## Stagione
Dopo essere ripartito la scorsa stagione dal campionato di Eccellenza vincendo il girone A, nella stagione 1995-1996 il Mantova affidato al tecnico Sauro Frutti ha disputato il girone C del Campionato Nazionale Dilettanti, con 71 punti si è piazzato in seconda posizione di classifica alle spalle dell'Iperzola, la quale con 74 punti è stata promossa in Serie C2. Che rappresenti una soddisfazione platonica, o ne acuisca il rammarico per l'esito del campionato, i virgiliani battono la capolista e promossa Iperzola, sia nell'andata ché nel ritorno. Fallita la promozione il Mantova sfoga le sue frustrazioni, nei playoff per l'assegnazione dello scudetto dilettanti, che potrebbe voler dire ripescaggio. La squadra di Sauro Frutti è di nuovo seconda, questa volta alle spalle del Castel San Pietro, purtroppo tanto non basta per acciuffare la Serie C2.

## Rosa
| N. |                   | Ruolo | Calciatore         |
| -- | ----------------- | ----- | ------------------ |
|    | Italia (bandiera) | C     | Pierangelo Avanzi  |
|    | Italia (bandiera) | C     | Cristian Avona     |
|    | Italia (bandiera) | A     | Mirko Battistella  |
|    | Italia (bandiera) | A     | Luciano Benetti    |
|    | Italia (bandiera) | C     | Luca Bompieri      |
|    | Italia (bandiera) | C     | Gianni Bonfante    |
|    | Italia (bandiera) | P     | Marco Casagrande   |
|    | Italia (bandiera) | D     | Alessandro Cobelli |
|    | Italia (bandiera) | D     | Nicola Consoli     |
|    | Italia (bandiera) | C     | Stefano Frutti     |
|    | Italia (bandiera) | C     | Marco Goldoni      |
|    | Italia (bandiera) | A     | Massimo Iacoviello |

| N. |                   | Ruolo | Calciatore           |
| -- | ----------------- | ----- | -------------------- |
|    | Italia (bandiera) | A     | Matteo Ingardi       |
|    | Italia (bandiera) | D     | Nicola Lampugnani    |
|    | Italia (bandiera) | C     | Alessandro Manzo     |
|    | Italia (bandiera) | D     | Ivano Martini        |
|    | Italia (bandiera) | A     | Fabio Padovani       |
|    | Italia (bandiera) | D     | Elia Pavesi          |
|    | Italia (bandiera) | D     | Stefano Perini       |
|    | Italia (bandiera) | C     | Alberto Poli         |
|    | Italia (bandiera) | A     | Maurizio Prete       |
|    | Italia (bandiera) | C     | Nicola Trentini      |
|    | Italia (bandiera) | P     | Alessandro Zaninelli |
|    | Italia (bandiera) | C     | Massimo Zuppini      |

## Risultati

### Girone di andata
| Arbitro: | Uliana (Conegliano) |

|                |           |  |
| Iacoviello 85’ | Marcatori |  |

| Bagnolo in Piano 10 settembre 1995 2ª giornata | Bagnolese      | 0 – 0 | Mantova | Stadio Fratelli Campari\| Arbitro: \| Lodato (Aosta) \| |
| Arbitro:                                       | Lodato (Aosta) |       |         |                                                         |

| Arbitro: | Ponzio (Vercelli) |

|             |           |  |
| Martini 85’ | Marcatori |  |

| Arbitro: | Pieri (Genova) |

|  |           |                                      |
|  | Marcatori | 30’ Benetti 78’ St. Frutti 82’ Prete |

| Mantova 1º ottobre 1995 5ª giornata | Mantova            | 0 – 0 | Reggiolo | Stadio Danilo Martelli\| Arbitro: \| Martinelli (Lucca) \| |
| Arbitro:                            | Martinelli (Lucca) |       |          |                                                            |

| Arbitro: | Ambrosino (Torre del Greco) |

|           |           |                         |
| Tonon 69’ | Marcatori | 63’ Consoli 87’ Benetti |

| Arbitro: | Farris (Cagliari) |

|                                              |           |                      |
| Padovani 22’ (rig.), 61’ (rig.) Bonfante 34’ | Marcatori | 39’ Traina 60’ Soldà |

| Arbitro: | Carrer (Conegliano) |

|          |           |                              |
| Poli 15’ | Marcatori | 25’ (rig.) Martini 75’ Prete |

| Arbitro: | Moretto (San Donà di Piave) |

|  |           |               |
|  | Marcatori | 85’ Quiriconi |

| Arbitro: | Pivi (Legnago) |

|  |           |                                      |
|  | Marcatori | 2’ Consoli 9’ Benetti 33’ Iacoviello |

| Mantova 5 novembre 1995 11ª giornata | Mantova         | 0 – 0 | Settaurense | Stadio Danilo Martelli\| Arbitro: \| Aiello (Genova) \| |
| Arbitro:                             | Aiello (Genova) |       |             |                                                         |

| Arbitro: | Plank (Bolzano) |

|  |           |                 |
|  | Marcatori | 55’ Battistella |

| Arbitro: | Cuttica (Alessandria) |

|                        |           |                                      |
| Mensi 39’ Marinoni 89’ | Marcatori | 46’, 58’ Iacoviello 48’, 80’ Benetti |

| Arbitro: | Cendron (Belluno) |

|                   |           |                                         |
| Iacoviello 3’, 5’ | Marcatori | 32’ Mollica 78’, 90’ Myrtaj 87’ Bedogni |

| Arbitro: | Cruciani (Pesaro) |

|                               |           |  |
| Ambrosini 6’, 39’ Vaccari 53’ | Marcatori |  |

| Mantova 10 dicembre 1995 16ª giornata | Mantova          | 0 – 0 | Capriolo | Stadio Danilo Martelli\| Arbitro: \| Stefani (Milano) \| |
| Arbitro:                              | Stefani (Milano) |       |          |                                                          |

| Arbitro: | Sebastianelli (Ciampino) |

|              |           |  |
| Baldacci 92’ | Marcatori |  |

### Girone di ritorno
| Arbitro: | Conti (La Spezia) |

|            |           |                |
| Bressi 36’ | Marcatori | 39’ M. Zuppini |

| Arbitro: | Gasparoni (Ancona) |

|                                |           |  |
| Iacoviello 33’ Battistella 60’ | Marcatori |  |

| Arbitro: | Pistoli Alunni (Foligno) |

|  |           |                            |
|  | Marcatori | 44’ St. Frutti 75’ Benetti |

| Arbitro: | Santoro (Domodossola) |

|                                |           |  |
| Battistella 33’ St. Frutti 68’ | Marcatori |  |

| Arbitro: | Ardito (Bari) |

|          |           |                                |
| Luce 70’ | Marcatori | 53’ (aut.) Ferrandu 73’ Avanzi |

| Arbitro: | Evangelista (Avellino) |

|                                 |           |            |
| Benetti 44’ Iacoviello 71’, 79’ | Marcatori | 75’ Grigis |

| Arbitro: | G. Esposito (Trapani) |

|               |           |             |
| Carminati 62’ | Marcatori | 15’ Benetti |

| Arbitro: | Tufo (Perugia) |

|             |           |  |
| Benetti 26’ | Marcatori |  |

| Arbitro: | Manera (Albenga) |

|            |           |             |
| Camera 36’ | Marcatori | 39’ Benetti |

| Arbitro: | Santini (Ancona) |

|                             |           |  |
| Prete 28’, 47’ Padovani 85’ | Marcatori |  |

| Arbitro: | Porretta (Palermo) |

|  |           |                  |
|  | Marcatori | 50’, 69’ Benetti |

| Arbitro: | Uliana (Conegliano) |

|  |           |                     |
|  | Marcatori | 88’ (rig.) Rastelli |

| Arbitro: | Scatigna (Schio) |

|                |           |  |
| Prete 30’, 41’ | Marcatori |  |

| Arbitro: | Bifulco (Roma) |

|                        |           |                               |
| Luconi 12’, 63’ (rig.) | Marcatori | 14’ Benetti 44’, 79’ Padovani |

| Arbitro: | Del Sorbo (Avellino) |

|             |           |               |
| Benetti 77’ | Marcatori | 67’ Ambrosini |

| Arbitro: | Benedetto (Messina) |

|                             |           |                                                |
| Piccaluga 21’ Previtali 32’ | Marcatori | 23’ (rig.), 48’ (rig.) Padovani 66’ Iacoviello |

| Arbitro: | Ciampi (Pisa) |

|                           |           |            |
| Avanzi 65’ St. Frutti 73’ | Marcatori | 51’ Cimino |

### Coppa Italia Dilettanti

#### Fase a gironi
| Reggiolo 20 agosto 1995 1ª giornata | Reggiolo | 1 – 2 | Mantova | Stadio comunale |

| Mantova 27 agosto 1995 3ª giornata | Mantova | 7 – 1 | Pizzighettone | Stadio Danilo Martelli |

#### Trentaduesimi di finale
| Fidenza 11 ottobre 1995 Andata | Fidenza | 0 – 2 | Mantova | Stadio Dario Ballotta |

| Mantova 18 ottobre 1995 Ritorno | Mantova | 3 – 1 | Fidenza | Stadio Danilo Martelli |

#### Sedicesimi di finale
| Mantova 15 novembre 1995 Andata | Mantova | 0 – 1 | Iperzola | Stadio Danilo Martelli |

| Ponte Ronca 22 novembre 1995 Ritorno | Iperzola | 1 – 1 | Mantova | Stadio comunale "Melotti" |

### Poule scudetto

#### Fase preliminare
| Arbitro: | G. Esposito (Trapani) |

|  |           |              |
|  | Marcatori | 17’ Trentini |

| Arbitro: | Lambertini (Bologna) |

|                                  |           |            |
| Prete 1’ Martini 28’, 89’ (rig.) | Marcatori | 7’ Sormani |

| Arbitro: | Cuttica (Alessandria) |

|  |           |                       |
|  | Marcatori | 70’ (rig.) I. Martini |

| Arbitro: | Ambrosino (Torre del Greco) |

|                                                                            |           |                                      |
| Iacuzzi 15’ (aut.) Battistella 18’ Martini 45’, 64’ Padovani 62’ Prete 84’ | Marcatori | 22’ Ferroni 83’ (aut.) N. Lampugnani |

| Arbitro: | Ferlito (Prato) |

|            |           |                       |
| Muccin 66’ | Marcatori | 70’ (rig.) I. Martini |

#### Triangolare finale
| Arbitro: | Ambrosino (Torre del Greco) |

|                               |           |                             |
| Zuppini 10’, 42’ 29’ Padovani | Marcatori | 4’ Cazzella 13’ Vantaggiato |

| Arbitro: | Ferone (Terni) |

|                             |           |  |
| Battigello 25’ Cancelli 36’ | Marcatori |  |